# USS Bryant (DD-665)
USS Bryant (DD-665) là một tàu khu trục lớp Fletcher được Hải quân Hoa Kỳ chế tạo trong Chiến tranh Thế giới thứ hai. Nó là chiếc tàu chiến duy nhất của Hải quân Mỹ được đặt theo tên Chuẩn đô đốc Samuel W. Bryant (1877–1938), người tham gia cuộc Chiến tranh Tây Ban Nha-Hoa Kỳ và Chiến tranh Thế giới thứ nhất. Nó hoạt động cho đến hết Thế Chiến II, được cho xuất biên chế năm 1947, và bị bán để tháo dỡ năm 1976. Bryant được tặng thưởng danh hiệu Đơn vị Tưởng thưởng Hải quân cùng bảy Ngôi sao Chiến trận do thành tích phục vụ trong Thế Chiến II.

## Thiết kế và chế tạo
Bryant được đặt lườn tại Xưởng hải quân Charleston ở North Charleston, South Carolina vào ngày 30 tháng 12 năm 1942. Nó được hạ thủy vào ngày 29 tháng 5 năm 1943; được đỡ đầu bởi bà Samuel W. Bryant, vợ góa đô đốc Bryant; và nhập biên chế vào ngày 4 tháng 12 năm 1943 dưới quyền chỉ huy của Hạm trưởng, Trung tá Hải quân Paul Laverne High.

## Lịch sử hoạt động

### 1944
Sau khi được trang bị tại Xưởng hải quân Charleston, Bryant thực hiện chuyến đi chạy thử máy kéo dài một tháng tại khu vực Bermuda, trước khi quay về xưởng tàu vào ngày 28 tháng 2 năm 1944, nơi nó đại tu sau thử máy trong mười ngày. Con tàu lên đường đi Xưởng hải quân Boston, đến nơi vào ngày 13 tháng 2, rồi cùng tàu khu trục McNair (DD-679) khởi hành hai ngày sau đó để đi sang Mặt trận Thái Bình Dương trong thành phần hộ tống cho tàu sân bay Wasp. Lực lượng băng qua kênh đào Panama vào ngày 20 tháng 2, ghé qua San Diego, California để tiếp liệu trước khi tiếp tục hướng sang quần đảo Hawaii. Nó đi đến Trân Châu Cảng vào ngày 3 tháng 4, thực hành tại đây trong ba ngày trước khi được đưa vào ụ tàu để sửa chữa những rò rỉ trong bộ hộp số giảm tốc và vách phòng nồi hơi. Việc sửa chữa kéo dài hết tháng 4 và sang đầu tháng 5.
Sau khi hoàn tất sửa chữa, Bryant tiến hành tuần tra chống tàu ngầm và tham gia thực tập đổ bộ và bắn phá gần Trân Châu Cảng vào cuối tháng 5. Nó lên đường đi Eniwetok vào ngày 29 tháng 5, khu vực tập trung lực lượng cho chiến dịch đổ bộ lên quần đảo Mariana. Nó khởi hành đi Saipan vào ngày 11 tháng 6 trong thành phần Lực lượng Tấn công phía Bắc, và vào ngày đổ bộ 15 tháng 6 đã bảo vệ cho các tàu vận chuyển. Trong một tháng rưỡi tiếp theo, chiếc tàu khu trục tuần tra tại vùng biển chung quanh Saipan và Tinian trong vai trò cột mốc radar canh phòng, thỉnh thoảng tham gia các nhiệm vụ hỗ trợ hỏa lực và bắn pháo sáng ban đêm để giúp đỡ binh lính chiến đấu trên bờ.
Bryant quay trở về đảo san hô Eniwetok vào ngày 5 tháng 8, và cặp bên mạn tàu tiếp liệu khu trục Piedmont (AD-17) trong mười ngày để sửa chữa động cơ. Sau khi được tiếp liệu trong sáu ngày tại vịnh Purvis, nó trở ra khơi vào ngày 6 tháng 9 để đi sang quần đảo Palau, và tiếp cận Peleliu vào sáng sớm ngày 12 tháng 9 trong thành phần khu trục hộ tống cho Đội đặc nhiệm 32.5, vốn bao gồm soái hạm Louisville (CA-28) và các chiếc Idaho (BB-42), Mississippi (BB-41) và Portland (CA-33). Đi đến vị trí bắn phá, các tàu chiến hạng nặng đã bắn phá chuẩn bị trong ba ngày, luân phiên với những đợt không kích từ các tàu sân bay. Vào ban ngày, chiếc tàu khu trục tách khỏi nhiệm vụ hộ tống để tiếp cận bãi biển, bắn pháo 40-mm vào những vị trí đối phương vốn đe dọa hoạt động của những Đội phá hoại dưới nước (UDT). Vào ngày 16 tháng 9, một ngày sau cuộc đổ bộ lên Peleliu, Phó đô đốc Theodore S. Wilkinson nhận được chỉ thị từ Đô đốc William F. Halsey "chiếm Ulithi càng nhanh càng tốt, với những lực lượng sẵn có". Bryant đã phục vụ trong thành phần hộ tống cho Trung đoàn 323 Bộ binh Hoa Kỳ nhiệm vụ chiếm đóng đảo san hô, vốn cần đến như một căn cứ tiền phương cho chiến dịch giải phóng Philippines. Cuộc đổ bộ diễn ra vào ngày 23 tháng 9 mà không gặp sự kháng cự, vì lực lượng trú đóng Nhật Bản đã từ bỏ hòn đảo để rút lui về Yap.
Một quyết định từ các chỉ huy Hoa Kỳ cao cấp hủy bỏ việc đổ bộ lên Yap và Mindanao nhằm đẩy nhanh thời gian biểu tấn công lên Leyte và Luzon đã giúp cho Bryant có được ít thời gian bổ sung tiếp liệu và đạn dược. Nó khởi hành từ Ulithi vào ngày 24 tháng 9, ghé qua Kossol Roads một thời gian ngắn và đi đến cảng Seeadler vào ngày 28 tháng 9, nơi nó có hai tuần nghỉ ngơi, sửa chữa và huấn luyện. Nó lên đường vào ngày 11 tháng 10 cho hành trình đi sang vịnh Leyte kéo dài một tuần, và vào sáng sớm ngày 20 tháng 10 đã có mặt ngoài khơi Leyte, cách đồi Catmon khoảng 12.000 thước Anh (11.000 m) để bắn hỏa lực gián tiếp hỗ trợ cho binh lính đổ bộ cùng Lực lượng Tấn công phía Nam gần Dulag. Cuối ngày hôm đó, nó giúp vô hiệu hóa một vị trí súng cối đối phương vốn đã gây hư hại cho tàu khu trục Bennion (DD-662).
Vào ngày 21 tháng 10, Bryant gia nhập Đội đặc nhiệm 77.2 và chuẩn bị sẵn sàng để đối đầu với một lực lượng Hải quân Đế quốc Nhật Bản tìm cách vượt qua eo biển Surigao để tiêu diệt các tàu vận tải Hoa Kỳ trong vịnh Leyte. Eo biển Surigao phân cách các đảo Leyte và Panaon ở phía Bắc với các đảo Mindanao và Dinagat về phía Nam và phía Đông, là tuyến đường dẫn đến lối tiếp cận phía Nam của vịnh Leyte. Chuẩn đô đốc Jesse B. Oldendorf đã bố trí các thiết giáp hạm và tàu tuần dương dưới quyền chặn ngang lối ra vào phía Bắc của eo biển và bố trí các đội tàu khu trục hai bên sườn. Lực lượng Nhật Bản tấn công dưới quyền Phó đô đốc Shoji Nishimura, bao gồm các thiết giáp hạm Yamashiro và Fusō, tàu tuần dương hạng nặng Mogami cùng bốn tàu khu trục, đã tiến thẳng vào eo biển vào những giờ đầu tiên của ngày 25 tháng 10.
Được bố trí bên sườn phía Đông của eo biển, Bryant, Halford (DD-480) và Robinson (DD-562) hình thành nên một trong ba tốp tàu khu trục được phân công bảo vệ mạn bên trái các tàu tuần dương của đô đốc Oldendorf. Vào lúc nó tiếp cận hàng chiến trận Nhật Bản, nhiều tàu đối phương đã bị đánh chìm hay đang bốc cháy do hậu quả của đợt tấn công bằng ngư lôi của các tàu khu trục bên sườn phải hay bởi hỏa lực của thiết giáp hạm và tàu tuần dương trong hàng chiến trận Hoa Kỳ. Lúc 03 giờ 39 phút, dưới sự che chở bởi các loạt đạn pháo hạng nặng từ các thiết giáp hạm và tàu tuần dương, nó tiếp cận đối thủ ở khoảng cách 8.800 thước Anh (8.000 m) và phóng một loạt năm quả ngư lôi, nhưng không có quả nào trúng đích. Chiếc tàu khu trục sau đó rút lui về phía đảo Hibuson an toàn. Sau khi nhận được tin tức các đơn vị đặc nhiệm tàu sân bay hộ tống Hoa Kỳ bị lực lượng tàu nổi Nhật Bản tấn công trong Trận chiến ngoài khơi Samar, Đội đặc nhiệm 77.2 ngừng hoạt động truy kích Lực lượng phía Nam của Nishimura để quay trở lại giúp đỡ Đội đặc nhiệm 77.4, nhưng đã trễ khi đối phương đã rút lui. Bryant được biệt phái làm nhiệm vụ cột mốc radar canh phòng giữa các đảo Suluan và Dinagat.
Trong khi phần lớn lực lượng của Đệ Thất hạm đội quay trở về vào cuối tháng 10 để sửa chữa, nghỉ ngơi và tiếp liệu khi khi hoạt động liên tục hầu như suốt mùa Hè, Bryant cùng ba thiết giáp hạm, bốn tàu tuần dương và 12 tàu khu trục khác tiếp tục ở lại khu vực eo biển Surigao đề phòng hải quân Nhật Bản lại tấn công vào vịnh Leyte một lần nữa. Không có cuộc tấn công nào bởi lực lượng tàu nổi đối phương, nhưng đội đặc nhiệm liên tục chịu đựng những cuộc không kích tự sát vào ngày 1 tháng 11. Cho dù Bryant đã bắn rơi một máy bay ném bom bổ nhào đối phương, những chiếc Kamikaze đã đánh trúng gây hư hại cho năm tàu khu trục và đánh chìm Abner Read (DD-526). Sau hai tuần lễ tuần tra tại khu vực eo biển Surigao, nó rời vùng biển nguy hiểm để quay trở về quần đảo Admiralty, bắn rơi một máy bay đối phương trên đường đi.
Bryant đi đến cảng Seeadler vào ngày 21 tháng 11, nơi nó tiến hành những sửa chữa cần thiết và tiếp liệu trong sáu ngày. Nó lên đường vào ngày 28 tháng 11, được tiếp nhiên liệu ngoài khơi từ tàu tuần dương hạng nhẹ Nashville (CL-43), và đi đến vịnh Leyte vào ngày 2 tháng 12. Nó tuần tra ngoài khơi vịnh Leyte trong hai tuần trước khi neo đậu tại vịnh San Pedro, nơi nó gia nhập một đội tiếp liệu đầu tiên hướng đến Mindoro kể từ khi đảo này bị chiếm đóng vào ngày 15 tháng 12. Đội tiếp liệu khởi hành vào ngày 19 tháng 12, và Bryant hoạt động như tàu dẫn đường chiến đấu chủ lực cho đoàn tàu vận tải, có trách nhiệm phối hợp hoạt động của máy bay tuần tra chiến đấu trên không (CAP). Hai ngày sau, sau hai đợt tấn công rời rạc bởi hai máy bay tiêm kích lục quân Nakajima Ki-43 "Oscar", phía Nhật Bản thách thức đoàn tàu bằng một đợt không kích mạnh mẽ của khoảng 30 máy bay. Trong khi máy bay đối phương lao đến những tàu đổ bộ ở chính giữa đội hình, chúng bị những tàu hộ tống ở vòng ngoài ngăn chặn, và hỏa lực phòng không của Bryant đã bắn rơi một chiếc và trợ giúp bắn rơi một chiếc khác. Tuy nhiên ba chiếc "Oscar" đã vượt qua được hàng rào ngăn chặn và đâm trúng USS LST-460, USS LST-749 cùng tàu chở hàng lớp Liberty Juan de Fuca, khiến cả hai chiếc LST đều bị đắm và chiếc tàu Liberty hư hại.
Đoàn tàu đi đến Mindoro sáng hôm sau, và các tàu khu trục hình thành một vòng tròn phòng thủ cách bờ biển khoảng 5 mi (8,0 km) nhằm bảo vệ cho hoạt động chất dỡ của những tàu còn lại. Lúc 09 giờ 45 phút, khi Bryant đang làm nhiệm vụ canh phòng, Hạm trưởng phát hiện một máy bay tiêm kích hải quân Mitsubishi A6M "Zero" ở khoảng cách 4.000 thước Anh (4.000 m), rõ ràng đang lao đến theo hướng tấn công tự sát. Chiếc tàu khu trục cơ động để xoay đối thủ vào hướng ngắm bắn; và cho dù bị bắn trúng hỏa lực phòng không 20 mm và 40 mm của Bryant, đối thủ vẫn cố lao vào ống khói số 2 của con tàu. Tuy nhiên đối phương bị trượt, sượt qua con tàu và rơi xuống nước ở cách 50 thước Anh (50 m) ngang với cầu tàu. Chiếc tàu bay nổ tung khi chạm mặt nước, tung một cơn mưa mảnh đạn và mảnh vỡ khắp sàn tàu, làm thủng lổ nhiều chỗ dọc lườn tàu bên mạn trái và làm một thủy thủ bị thương. Sau khi những chiếc LST hoàn tất việc chất dỡ vào chiều tối hôm đó, đoàn tàu lên đường quay trở về Leyte, nơi Bryant thả neo cho đến hết năm 1944.

### 1945
Bryant rời vịnh Leyte vào ngày 2 tháng 1 năm 1945 trong thành phần hộ tống các thiết giáp hạm và tàu tuần dương thuộc Đội đặc nhiệm 77.2, đơn vị hỗ trợ hỏa lực. Trên đường đi Luzon, phía Nhật Bản cố ngăn chặn đội đặc nhiệm bằng một loạt các cuộc không kích nặng nề, gây hư hại cho nhiều con tàu. Vào sáng sớm ngày 9 tháng 1, nó tiếp cận gần bờ để hỗ trợ hỏa lực cho cuộc đổ bộ lên vịnh Lingayen, rồi tuần tra vùng biển lân cận trong tuần lễ tiếp theo đề phòng đối phương phản công. Sau khi ghé qua Leyte trong hai ngày, con tàu đi đến vũng biển Ulithi vào ngày 26 tháng 1, nơi nó được sửa chữa và tiếp liệu trong ba tuần nhằm chuẩn bị cho Trận Iwo Jima tiếp theo.
Bryant cùng Đội đặc nhiệm 52.19 lên đường vào ngày 10 tháng 2, tiến hành tổng dượt đổ bộ tại khu vực phụ cận Saipan từ ngày 12 đến ngày 14 tháng 2, và đi đến Iwo Jima hai ngày sau đó. Trong khi hòn đảo chịu đựng bắn phá từ trên không và từ hạm tàu nổi, chiếc tàu khu trục đã hỗ trợ gần cho hoạt động trinh sát bãi đổ bộ và quét mìn. Đến sáng ngày 19 tháng 2, các Sư đoàn 4 và 5 Thủy quân Lục chiến đã đổ bộ lên bờ biển phía Đông của Iwo Jima, khởi đầu một trận chiến ác liệt và đẫm máu nhằm giành quyền kiểm soát đảo tiền tiêu được phòng thủ chặt chẽ này.
Bryant chịu đựng hỏa lực mạnh mẽ của một khẩu đội pháo bờ biển Nhật Bản vào ngày 27 tháng 2, nhưng nó được thiết giáp hạm West Virginia (BB-48) giúp đỡ vô hiệu hóa. Trong thời gian còn lại của tháng 2 và tháng 3, nó tuần tra tại khu vực được phân công và bắn hỏa lực hỗ trợ lực lượng trên bộ theo yêu cầu, đôi khi hoạt động như một cột mốc radar canh phòng. Nó lên đường đi quần đảo Caroline vào ngày 9 tháng 3, và sau một chặng dừng tiếp nhiên liệu tại Saipan đã đi đến Ulithi vào ngày 13 tháng 3, nơi nó có một tuần lễ nghỉ ngơi, sửa chữa và tiếp liệu nhằm chuẩn bị cho cuộc đổ bộ tiếp theo lên Okinawa.
Bryant lên đường vào ngày 21 tháng 3, hướng đến khu vực quần đảo Ryūkyū trong thành phần bảo vệ chống tàu ngầm cho các tàu quét mìn. Nó gặp gỡ đội tàu quét mìn vào ngày 25 tháng 3, và trong hai ngày tiếp theo đã hộ tống bảo vệ chúng trong các hoạt động quét mìn về phía Tây Okinawa. Trong năm ngày tiếp theo, nó luân phiên nhiệm vụ cột mốc radar canh phòng và bắn phá các hệ thống công sự phòng thủ của đối phương trên đảo.
Vào ngày 1 tháng 4, Bryant bắt đầu một lượt nhiệm vụ cột mốc radar canh phòng kéo dài hai tuần. Các chuyến tuần tra khá bình yên của nó tương phản với những hoạt động tác chiến ác liệt của các tàu khu trục khác ở những trạm lân cận. Tuy nhiên vận may của nó thay đổi vào ngày 16 tháng 4, khi vào sáng hôm đó, phía Nhật Bản tung ra một đợt tấn công Kamikaze quy mô lớn, bao gồm 165 máy bay tham gia; đây là đợt thứ ba trong tổng số mười đợt tấn công tự sát được tung ra trong suốt chiến dịch Okinawa. Tàu khu trục Laffey (DD-724) chịu đựng tấn công nặng nề nhất trong đợt này, bị đánh trúng ít nhất sáu máy bay Kamikaze, bốn quả bom cùng nhiều phát suýt trúng. Laffey phát thông điệp cầu cứu, và Bryant đã khẩn cấp di chuyển đến nơi để trợ giúp tàu bạn.
Sau khi đẩy lui vài đợt tấn công lẻ tẻ, Bryant trở thành mục tiêu của một đợt tấn công phối hợp của sáu máy bay đối phương. Ba chiếc "Zero" tiếp cận sát mặt nước; một chiếc bị hỏa lực phòng không bên mạn trái bắn rơi, chiếc thứ hai bị máy bay tiêm kích tuần tra chiến đấu trên không tiêu diệt, nhưng chiếc thứ ba cho dù đã bị bắn trúng liên tục và bốc cháy vẫn tiếp tục đâm trúng Bryant ngay bên dưới cầu tàu gần phòng vô tuyến. Quả bom chiếc máy bay mang theo kích nổ làm bốc cháy cầu tàu và gây hư hại nặng cho hệ thống thông tin liên lạc, kiểm soát hỏa lực và radar. Các đội kiểm soát hư hỏng đã nhanh chóng dập tắt đám cháy trong vòng vài phút, và con tàu có thể di chuyển được ở tốc độ 23 kn (43 km/h). Vụ tấn công đã gây tổn thất nhân mạng nặng nề cho con tàu, khiến 34 người tử trận và 33 người bị thương. Chiếc tàu khu trục cũng bị hư hại vật chất nặng đến mức nó phải được gửi về Hoa Kỳ để sửa chữa, và con tàu cố lết về Kerama Retto để sửa chữa tạm thời.
Vào ngày 27 tháng 4, sau khi những lớp vá tạm thời đảm bảo cho chuyến đi, Bryant lên đường quay trở về Hoa Kỳ ngang qua Guam, Eniwetok và Trân Châu Cảng. Nó về đến San Francisco vào ngày 28 tháng 5, và ngay ngày hôm sau đã vào ụ tàu của hãng United Engineering Co., Ltd. ở Alameda. Ngoài việc sửa chữa những hư hại trong chiến đấu, con tàu còn được nâng cấp dàn hỏa lực phòng không. Tuy nhiên công bị bị kéo dài hơn bốn tháng, lúc Thế Chiến II kết thúc. Cuối cùng vào ngày 20 tháng 9, nó chạy thử máy sau sửa chữa trong sáu ngày, bộc lộ một số vấn đề về điện không được khắc phục trong quá trình đại tu.

### Sau chiến tranh
Được xem là không phù hợp để tiếp tục hoạt động, Bryant đi đến San Diego, California vào ngày 27 tháng 9, chuẩn bị để cho ngừng hoạt động. Nó được đưa về lực lượng dự bị vào ngày 9 tháng 7, 1946, rồi xuất biên chế vào ngày 15 tháng 1, 1947 trong thành phần Hạm đội Dự bị Thái Bình Dương, và bị bỏ không trong gần 30 năm. Cuối cùng tên nó được rút khỏi danh sách Đăng bạ Hải quân vào ngày 30 tháng 6, 1968, và con tàu được bán cho hãng Luria Brothers vào tháng 4, 1976 và được tháo dỡ vào tháng 7, 1976.

## Phần thưởng
Bryant được tặng thưởng danh hiệu Đơn vị Tưởng thưởng Hải quân cùng bảy Ngôi sao Chiến trận do thành tích phục vụ trong Thế Chiến II.